# Alfred-Désiré Lanson
Alfred-Désiré Lanson, född 11 mars 1851, död 3 april 1898, var en fransk skulptör.
Lanson var elev till François Jouffroy och Jean-François Millet. Bland hans viktigaste arbeten märks Jason med det gyllene skinnet (1876), för vilken han erhöll det stora Rompriset, och Järnåldern (1882).